# David Goodwillie
David Goodwillie est un footballeur international écossais, né le 28 mars 1989 à Stirling en Écosse. Il joue au poste avant-centre, et est actuellement sans club.

## Biographie

### En club
Goodwillie signe le 3 août 2011 pour le club anglais de Blackburn Rovers (Premier League) pour un transfert évalué à 2 M£ plus environ 800 000 £ de bonus divers. Début septembre 2012, il est prêté pour six mois à Crystal Palace.
Le 7 juillet 2014 il rejoint Aberdeen. Le 1er février 2016, il rejoint Ross County.
Le 29 juin 2016, il rejoint Plymouth Argyle.

## Palmarès
| Dundee United - Coupe d'Écosse (1) : - Vainqueur : 2009-10. |  | Aberdeen - Championnat d'Écosse : - Vice-champion : 2015-16. |

### Distinctions personnelles
- Membre de l'équipe-type de Scottish Premier League en 2010-11
- Meilleur buteur de Scottish League Two en 2019-20 (20 buts)
- Membre de l'équipe-type de Scottish League Two en 2018-19
- Meilleur buteur de Scottish League Two en 2017-18 (25 buts)